# فرق‌موش
فرق‌موش (نام علمی: Coryphomys) نام یک سرده از تیره موشان است.